# Kiltimagh

## Introducción
Kiltimagh es una localidad situada en el condado de Mayo de la provincia de Connacht (República de Irlanda), con una población en 2016 de 1069 habitantes.
Se encuentra ubicada al oeste del país, cerca de la localidad de Knock —famosa por su santuario— y de la costa del océano Atlántico.

## Transporte
Estación de ferrocarril de Kiltimagh se inauguró el 1 de octubre de 1895 y finalmente se cerró el 17 de junio de 1963. La estación actualmente funciona como el Museo de Kiltimagh y el parque de esculturas, con exhibiciones de historia y cultura locales. Se había propuesto reabrir como una estación de ferrocarril como parte del corredor ferroviario occidental. 
1. ↑  Citypopulation.de Estadísticas del condado de Mayo. Consultado el 8 de julio de 2018.
2. ↑  «Kilitmagh station». Railscot - Irish Railways. Consultado el 31 de agosto de 2007.

## Deportes
Entre los equipos deportivos con sede en Kiltimagh, Kiltimagh GAA (en irlandés CLG Coillte Mach) es un club de fútbol gaélico ubicado en Kiltimagh que juega en el Parque Gilmartin.
El Kiltimagh Knock United FC juega en la Superliga de Mayo y tiene su hogar en CMS Park en Cloonlee.
Mayo Volleyball Club fue campeón de la División Dos de Voleibol de Irlanda en 2017 y juega sus partidos en casa en Saint Louis Community School.
Kiltimagh Handball Club es un club de balonmano en la ciudad. Kiltimagh Giants Basketball Club es un club de baloncesto local que se estableció en 2002. [cita requerida]
- Wikimedia Commons alberga una categoría multimedia sobre Kiltimagh.

## Festivales
Los festivales locales incluyen el Festival Coral Kiltimagh anual (celebrado en febrero), el Festival y desfile de San Patricio de una semana de duración (celebrado en marzo) y Féile Oíche Shamhna Coillte Mach (un festival de Halloween que incluye una "caminata espeluznante" en el parque de esculturas en Kiltimagh).[cita requerida]
Otros eventos incluyen el Festival Coillte Home Come, que se reinició en 2016 y se basa en un festival anterior de la década de 1960. [cita requerida]. Su objetivo es traer a la diáspora de Kiltimagh anualmente e incluye una feria en el campo del festival, entretenimiento en el Big Red Barn y otras actividades en la calle principal.[cita requerida] Race2Glory es una carrera de aventura de múltiples actividades (correr, andar en bicicleta y correr por el río) que se celebra durante el Festival Coillte Come Home.[cita requerida]

## Educación
Hay dos escuelas primarias católicas locales, la Escuela Nacional de Saint Aidan en Thomas Street y la Escuela Nacional Craggagh está a 4 km de la ciudad en la carretera R324. La escuela secundaria local es Saint Louis Community School, anteriormente una escuela católica de convento y secundaria.
- Datos: Q1741450
- Multimedia: Kiltimagh / Q1741450

1. ↑  Saint Aidan's National School
2. ↑  Craggagh National School